# Roberta Angelilli

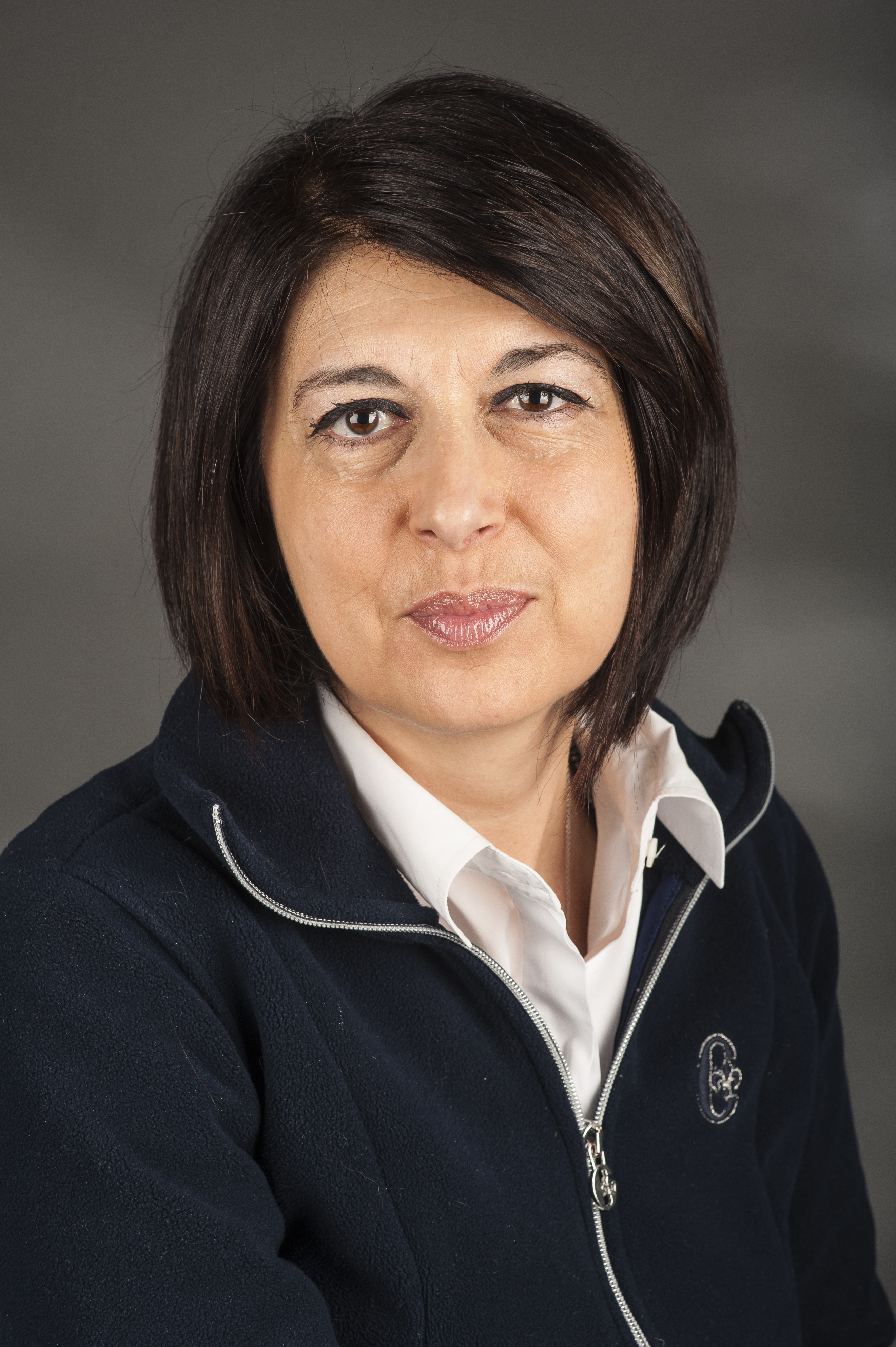

Roberta Angelilli (n. 1 februarie 1965) este un om politic italian, membru al Parlamentului European în perioada 1999-2004 din partea Italiei.